# Mario Fiandri
Mario Fiandri (Arborea, 8 de diciembre de 1947) es un eclesiástico italiano, vicario apostólico de El Petén del Departamento de Petén.

## Biografía
Entró en la Sociedad Salesiana de Don Bosco, donde hizo la primera profesión el 10 de diciembre de 1963 y la profesión perpetúa el 13 de agosto de 1969. Entre 1966 y 1969 frecuentó la Universidad Pontificia Salesiana, obteniendo la licenciatura en filosofía. Fue ordenado sacerdote en Arborea, provincia de Oristano en Cerdeña el 10 de agosto de 1974.

### Misionero
Fue enviado como misionero a América central, cubriendo diversos encargos en la inspectora salesiana de América Central. Fue consejero escolar en la Instituto Filosófico Salesiano de Guatemala, después vicario y luego director del Centro Juvenil "Don Bosco" de Managua, en Nicaragua, director y vicario de la parroquia de la Divina Providencia en Ciudad de Guatemala, vicario del Santuario Don Bosco, director de la comunidad del Instituto Teológico Salesiano y decano académico del teologado salesiano de Guatemala donde trabajó también como profesor de Sagrada Escritura.
Entre 1994 y 1996 estuvo estudiando para conseguir la licenciatura en Sagrada Escritura en el Pontificio Instituto Bíblico de Roma.

### Episcopado
El 10 de febrero de 2009 fue nombrado por Benedicto XVI vicario apostólico del Petén y obispo titular de Madarsuma. Fue consagrado obispo el 21 de marzo por el cardenal Rodolfo Quezada Toruño.